# Korosteń Podolski
Korosteń Podolski (ukr. Коростень-Подільський) – węzłowa stacja kolejowa w miejscowości Korosteń, w rejonie korosteńskim, w obwodzie żytomierskim, na Ukrainie. Węzeł linii Kalinkowicze – Szepetówka z linią Kijów – Kowel oraz z linią do Żytomierza.
Na stacji znajduje się lokomotywownia korosteńskiego węzła kolejowego. 